# Лавренішин Анатолій
Анатолій Лавренишин (нар. 15 вересня 1980) — український режисер, художник-мультиплікатор.

## Біографічні відомості
Народ. 1980 р. на Київщині. У 1998—2004 р. навчався в Київському державному інституті театрального мистецтва ім. І. Карпенка-Карого (майстерня Євгена Сивоконя).
Працює дизайнером-художником і аніматором у ряді студій.

## Фільмографія
Брав участь у створенні фільмів:
- «Ніч» (1999)
- «Зяблики та інші» (2001, курсова робота: режисер, сценарист, художник-постановник, аніматор)
- «Світлячок» (2002, художник-постановник у співавт.)
- «Прикольна казка» (2008, худ. фільм; режисер анімації)
- «Друг дитинства» (2010, аніматор у співавт.)
- «Біла ворона» (2011)
- «Крамниця співочих пташок» (2013, режисер)
- «Віктор_Робот» (2020) та ін.

## Фестивалі та премії
- Премія Національної спілки кінематографістів України за 2013 рік в номінації «Найкращий анімаційний фільм»: фільму «Крамниця співочих пташок» (2013)[2][3].